# Список серий Marvel Anime
Статья содержит перечень и краткое изложение содержания эпизодов анимационной тетралогии «Marvel Anime» (2010) — совместным проектом компаний Marvel Entertainment и Madhouse, посвящённым наиболее известным и популярным героям комиксов Marvel.

## Железный человек
| 01 | Iron Man Arrives in Japan / Железный Человек прибывает в Японию «Aian Man, Rainichi» (アイアンマン、来日) | 1 октября 2010 г.  |
| Всемирно известный защитник закона и порядка, Железный Человек Тони Старк собирается отойти от дел и целиком посвятить себя науке. Его преемником станет новый Железный Человек — Дио. Однако воздушное шоу, устроенное Старком, чтобы продемонстрировать возможности Дио, заканчивается аварией — Дио теряет управление и падает. Его удаётся отремонтировать, но он превращается в зомби, крушащего всё вокруг. Вновь облачившись в доспехи Железного Человека, Старк побеждает Дио, но его самого атакует огромный боевой робот Скорпион. Пока Старк сражается с ним, кто-то похищает кибер-костюм Дио.                                              | |                    |
| 02 | Find the Missing Nuke / В поисках пропавшего плутония «Kieta Kaku o Oe» (消えた核を追え)                  | 8 октября 2010 г.  |
| Тони Старка подозревают в незаконном ввозе в Японию оружейного плутония, который к тому же был украден с корабля, на котором его везли. Чтобы оправдаться, Старк начинает собственное расследование и выясняет, что в краже плутония замешаны агенты тайной террористической организации «Зодиак». Железный Человек устремляется в погоню за преступниками, но на его пути встаёт ещё один механический воин — Рак… | |                    |
| 03 | The Reviving Project / Забытый проект «Yomigaeru Purojekuto» (蘇るプロジェクト)                           | 15 октября 2010 г. |
| Над Токио проносятся ужасные смерчи, оставляя за собой руины и человеческие жертвы. Среди погибших — двое учёных из группы, которая когда-то изучала способы управления погодой. Доктор Танака спешит предупредить об опасности третьего члена группы — своего бывшего наставника, профессора Сакамото, но при встрече с ним с ужасом узнаёт, что он сам передал свои разработки «Зодиаку». Что касается Железного Человека, то он, как всегда, на высоте: помогает спасать пострадавших, а затем уничтожает устройство, порождающее смерчи. | |                    |
| 04 | Reunion / Неожиданная встреча «Saikai» (再会)                                                             | 22 октября 2010 г. |
| Автогонщик Кавашима, заключивший сделку с «Зодиаком», дважды пытается убить Тони Старка, но оба раза на выручку Старку приходит Логан. Справившись с очередным монстром «Зодиака» — Тельцом, управляемым Кавашимой, Старк сталкивается с новым противником — своим собственным изобретением, Железным Человеком Дио. К его величайшему изумлению, пилотом Дио оказывается Инсен — человек, который пять лет назад спас его от смерти и заставил в корне переосмыслить свои жизненные приоритеты. Неужели теперь им суждено стать врагами? | |                    |
| 05 | Arc Station, Infection / Инфекция на станции «Арк» «Aku Suteshon, Kansen» (アークステーション, 感染)      | 29 октября 2010 г. |
| Жителей Токио поражает эпидемия загадочной болезни, которую власти связывают с деятельностью станции «Арк». Старк и доктор Танака взяты под стражу. Однако вскоре становится ясно, что заболевание вызвано воздействием радиоактивного излучения, которое направляется на Землю со спутника, контролируемого «Зодиаком». Получив просьбу о помощи, Железный Человек, усовершенствовав свой кибер-костюм, летит в космос и устраняет источник опасного излучения. | |                    |
| 06 | Cyber Battlefront / Кибер-война «Dennou Sensen» (電脳戦線)                                                | 5 ноября 2010 г.   |
| Молодой программист Шо внедряет компьютерный вирус собственного изобретения в систему станции «Арк», будучи уверен, что действует на благо человечества. Однако на самом деле он — лишь орудие «Зодиака», руками которого они намерены убрать Тони Старка. Вирус вызывает сбои в работе компьютеров не только на станции, но и по всей Японии. Чтобы остановить его распространение, Железный Человек вбирает вирус в себя. Это едва не сто́ит ему жизни, но буквально в последний момент Шо, осознав, что был жестоко обманут, сам стирает созданную им вредоносную программу.                                                                          | |                    |
| 07 | Escape / Побег «Dasshutsu» (脱出)                                                                         | 12 ноября 2010 г.  |
| Тони Старк и доктор Танака похищены слугами «Зодиака» и доставлены на отдалённый остров. Инсен забирает у Старка кардиостимулятор, поддерживающий его жизнь, и ставит ему условие: по истечении 24-х часов Старк должен либо примкнуть к «Зодиаку», либо умереть. После нескольких неудачных попыток бежать Старк, собрав последние силы, сооружает самодельную ракетную установку, но использует её не как оружие, а лишь для того, чтобы подать сигнал. Инсен, всё это время наблюдавший за пленниками, убеждается, что Старк не нарушил данной пять лет назад клятвы использовать свой дар только в мирных целях, и возвращает ему кардиостимулятор. | |                    |
| 08 | Girl / Девочка «Shōjo» (少女)                                                                             | 19 ноября 2010 г.  |
| Старк берёт на попечение девочку-сироту Аки, наделённую паранормальными способностями. Тони и Аки быстро становятся друзьями, но вскоре выясняется, что малышка странным образом связана с новым боевым роботом «Зодиака» — Девой. У Железного Человека достаточно силы, чтобы покончить с Девой, но одновременно с ней погибнет и Аки. Решится ли Старк пожертвовать жизнью одной девочки ради спасения целого города, или даже целой страны? | |                    |
| 09 | VS Iron Man / Против Железного Человека «Bāsasu Aian Man» (VSアイアンマン)                                | 26 ноября 2010 г.  |
| После того, как Инсен-Дио по заданию «Зодиака» нападает на автоколонну, везущую контейнер с плутонием, два Железных Человека, старый и новый, сходятся лицом к лицу. Инсен обвиняет Тони Старка в том, что тот по-прежнему сеет смерть и разрушение. В ответ на уверения Старка, что кибер-костюм Железного Человека предназначен исключительно для мирных целей, Инсен наглядно демонстрирует обратное: четверо дистанционно управляемых роботов, сконструированных им по образцу Железного Человека, врываются в здание станции «Арк» и захватывают её. Сам Тони Старк повержен, лишён доспехов и сброшен в озеро.                                    | |                    |
| 10 | Iron Will / Железная воля «Kōtetsu no Isshi» (鋼鉄の意志)                                                 | 3 декабря 2010 г.  |
| Инсен от имени «Зодиака» предъявляет правительству ультиматум, требуя ликвидации всех американских военных баз, разоружения Сил самообороны и роспуска парламента. Члены правительства ведут дебаты, а тем временем друзья помогают Тони Старку получить обратно кибер-костюм. Но у здания станции его ждёт Инсен. Пока Железный Человек и Дио сражаются, роботы Инсена атакуют их обоих. Смертельно раненый Инсен признаётся Старку, что нападение на станцию «Арк» — лишь первый этап реализации зловещих планов «Зодиака», и просит Старка остановить их.                                                                                            | |                    |
| 11 | Mastermind / Руководитель «Kuromaku» (黒幕)                                                               | 10 декабря 2010 г. |
| Вернувшись на станцию, Тони Старк узнаёт, что обвиняется в сотрудничестве с «Зодиаком». Капитан Сакураи, ранее сотрудничавший с Железным Человеком, получает приказ убить Старка. Тому удаётся бежать, но Сакураи настигает его. Завязывается схватка, однако появление нового посланца «Зодиака» прекращает её. Между тем на станции «Арк» происходит утечка энергии. По просьбе Старка Сакураи направляется туда и находит подводный оружейный завод, где создан самый могущественный воин «Зодиака» — Расэцу… | |                    |
| 12 | The Light in the Distance / Луч надежды «Eien no Hikari» (永遠の光)                                       | 17 декабря 2010 г. |
| Тайна «Зодиака», наконец, раскрыта: это — министр обороны Курода, мечтающий превратить Японию в военную сверхдержаву, которая будет властвовать над миром. В небе над Токио развёртывается грандиозная битва Куроды-Расэцу и Железного Человека. Доктор Танака, жертвуя собой, внедряет свою личность в компьютер станции «Арк», чтобы вывести его из-под контроля «Зодиака» и дать Старку энергию, необходимую для того, чтобы сокрушить Расэцу. Итак, зло вновь побеждено, добро торжествует, станция «Арк» введена в строй, и Старк возвращается на родину.                                                                                          | |                    |

## Люди Икс
| 01 | The Return / Возвращение «Shuuketsu» (集結)                             | 1 апреля 2011 г.  |
| Профессор Чарльз Ксавье получает сообщение о том, что в Японии, в префектуре Тохоку, неизвестными была похищена девочка-мутант Итики Хисако. Он направляет в Японию группу Людей Икс — Росомаху, Зверя и Шторм, которые должны спасти девочку, а также выяснить судьбу всех остальных мутантов, проживавших в Тохоку. Четвёртый член группы и лидер команды, Циклоп, вначале отказывается принять участие в экспедиции, но Шторм убеждает его присоединиться к остальным, в память о его погибшей возлюбленной Джин Грей. |                                                                         |                   |
| 02 | Mutant Hunting / Охотники на мутантов «Myūtantogari» (ミュータント探り) | 8 апреля 2011 г.  |
| Прибыв в Японию, Люди Икс подвергаются нападению роботов — слуг «охотников за мутантами» (тайной организации преступных учёных, которые похищают детей-мутантов и изымают у них внутренние органы). Успешно отбив нападение, они проникают в заброшенную больницу, где находят одного из пропавших подростков. Изуродованный «охотниками», он превращается в громадное чудовище и атакует Людей Икс. Циклоп сжигает его ужасную оболочку, но подростку уже нельзя помочь, и он умирает. Двигаясь дальше, Люди Икс обнаруживают подземную лабораторию, а в ней — погружённых в анабиоз Хисако и Эмму Фрост, которую Циклоп считает виновницей смерти Джин. |                                                                         |                   |
| 03 | Awakening / Пробуждение «Kakkusei» (覚醒)                               | 15 апреля 2011 г. |
| Пробуждённая Эмма Фрост отрицает свою причастность к гибели Джин Грей и объясняет своё появление в Тохоку тем, что хотела найти Хисако, заочной наставницей которой она была. Циклоп отказывается ей верить, но другие Люди Икс склоняются к мысли, что Эмма им не враг, особенно после того, как она становится на защиту девочки во время очередного нападения «охотников». Угроза жизни Эммы пробуждает скрытый дар Хисако — она способна создавать вокруг себя пылающую броню, непроницаемую для любого оружия. Испуганная собственным превращением, девочка впадает в истерику, и только Эмме удаётся её успокоить. Тем временем Люди Икс освобождают остальных мутантов.                                                                                     |                                                                         |                   |
| 04 | Secondary Mutation / Вторичная мутация «Niji Henshitsu» (二次変質)      | 22 апреля 2011 г. |
| Когда Люди Икс выводят спасённых мутантов из лаборатории, один из «охотников», почти безумный учёный, одержимый стремлением собирать органы мутантов, стреляет в Хисако. Эмма Фрост заслоняет девочку от выстрела, но после этого в её теле начинается процесс вторичной мутации. Зверь предлагает ей отправиться вместе с Людьми Икс в Институт Ксавье, чтобы пройти обследование; Хисако вызывается сопровождать её. По пути в Нью-Йорк самолёт Людей Икс атакован таинственным монстром. Эмма узнаёт в нём одного из юных мутантов, живших в Тохоку, которого вторичная мутация сделала берсерком. Во время обследования Зверь выявляет у Эммы признаки того же синдрома. Между тем профессор Ксавье уверен, что в Тохоку по-прежнему творится что-то странное. |                                                                         |                   |
| 05 | Unity / Единство «Kessoku» (結束)                                       | 6 мая 2011 г.     |
| Зверь разрабатывает вакцину против вторичной мутации, а Хисаку тренируется в применении своих способностей, как член команды Людей Икс. Но вызов силы и сохранение контроля над ней даётся девочке с большим трудом, и она начинает сомневаться в себе. Чтобы укрепить веру Хисако, а заодно очиститься от подозрений Циклопа, Эмма Фрост принимает предложение профессора Ксавье вступить с ним в телепатический контакт. Полученная информация благоприятна для неё — выясняется, что она смогла порвать с теми, кто использовал её дар телепата в недобрых целях, а главное — что у неё есть «железное» алиби на момент гибели Джин Грей. Таким образом, Эмма Фрост тоже включается в команду и вместе с другими Людьми Икс вновь отправляется в Японию.        |                                                                         |                   |
| 06 | Conflict / Ожесточённая борьба «Gekisen» (激戦)                         | 13 мая 2011 г.    |
| Вакцинируя мутантов в Тохоку, Зверь обнаруживает у многих из них симптомы вторичной мутации. Люди Икс летят в отдалённый горный район, где проживали пострадавшие, и там снова становятся объектом атаки. Напавший на них робот нейтрализует Росомаху, Циклопа и Шторм, но Хисако, Эмма и Зверь объединёнными усилиями останавливают и разрушают его. «Охотник», управляющий роботом, сообщает Людям Икс о монстрах, по сравнению с которыми даже их сила — ничто, а затем гибнет при взрыве. По пути от места сражения Люди Икс застигнуты метелью и просят убежища в уединённом доме, затерянном среди гор. В его хозяйке Хисако узнаёт свою первую учительницу —Сасаки Юи.                                                                                      |                                                                         |                   |
| 07 | Betrayal / Предательство «Shōgeki» (衝撃)                               | 20 мая 2011 г.    |
| Хисако радуется встрече с бывшей учительницей, но удивлена, почему так долго не вспоминала ни о ней, ни о своих школьных товарищах. Сасаки ведёт себя дружелюбно и приветливо, знакомит Людей Икс со своими ассистентами, но Эмма чувствует фальшь в её словах и поступках. Однако её больше заботит недоверие к ней со стороны Циклопа, и она вызывает его на объяснение. Пока они беседуют, Росомаха, Зверь и Шторм сражаются с двумя вторичными мутантами и едва не погибают под лавиной, которую сбрасывает на них один из мутантов. Тем временем Сасаки выходит на связь с профессором Чарльзом Ксавье и сообщает ему тайну, которую скрывала 15 лет — у неё есть сын от него.                                                                                |                                                                         |                   |
| 08 | Signs / Знамения «Yochō» (予兆)                                         | 27 мая 2011 г.    |
| Профессор Ксавье вылетает в Японию, чтобы помочь Людям Икс разрешить проблему, а заодно узнать о судьбе своего сына, но во время полёта подвергается мощной телепатической атаке неизвестного противника. В это время новыми жертвами вторичной мутации становятся двое ассистентов Сасаки, хотя та по-прежнему уверяет, что ей ничего не известно об этом явлении и о том, почему невозможно обнаружить мутантов, проживающих в Тохоку. Зверь, полагая, что опасность может грозить и третьему ассистенту Сасаки, настаивает на необходимости ввести ему профилактическую вакцину, но оказывается, что тот куда-то исчез, а вместе с ним — Эмма Фрост… |                                                                         |                   |
| 09 | From Behind the Scenes / Властитель Дум «Anyakusha» (暗躍者)            | 3 июня 2011 г.    |
| Находка Циклопа — ампулы с «подавителем» (препаратом, сдерживающим проявление мутаций) — заставляет Сасаки признаться, что она в курсе происходящего в Тохоку, но на вопрос, имеет ли отношение к этому её лаборатория, она отвечает отрицательно. Между тем Эмма Фрост выслеживает пропавшего третьего ассистента Сасаки и обнаруживает, что в обличии молодого японца скрывается старинный враг Людей Икс — глава «Внутреннего Круга» Джейсон Уайнгард, известный также как «Властитель Дум». Поняв, что разоблачён, он с помощью телепатии заставляет Росомаху вступить в бой с остальными членами команды Людей Икс. |                                                                         |                   |
| 10 | Truth / Правда «Shinjitsu» (真実)                                       | 10 июня 2011 г.   |
| Властитель Дум, глумясь над Людьми Икс, раскрывает им главную тайну Юи Сасаки: первопричиной всего, что случилось в Тохоку, является Такео — сын Сасаки и Чарльза Ксавье, мутант, с рождения наделённый невероятным могуществом. Зная об этом и опасаясь пробуждения его способностей, мать спрятала мальчика в лаборатории и сотрудничала с «охотниками», поставлявшими ей внутренние органы мутантов для изготовления «подавителя». Теперь Уайнгард высвобождает силу Такео, чтобы осуществить заветную цель «Внутреннего Круга» — захватить власть над миром. |                                                                         |                   |
| 11 | End / Конец «Shūmatsu» (終末)                                           | 17 июня 2011 г.   |
| 12 | Bond «Kizuna» (絆)                                                      | 24 июня 2011 г.   |

## См.также
- Железный человек
- Список персонажей Marvel Anime